# Ronan Pensec
Ronan Pensec (Douarnenez, 10 luglio 1963) è un ex ciclista su strada e ciclocrossista francese, professionista dal 1985 al 1997.

## Carriera
Passa professionista nel 1985 con la Peugeot-Shell-Michelin, rimanendovi fino al 1990 anche dopo il cambio di sponsor (da Peugeot a Z). Nei primi anni si distingue classificandosi sesto al Tour de France 1986 e settimo al Tour de France 1988; non riuscirà però più a ottenere risultati di tale livello alla Grande Boucle. Nel 1992, in forza alla RMO, vince il Gran Premio di Plouay.
Attivo sia su strada che nel ciclocross, ha rappresentato la Nazionale francese in cinque edizioni dei campionati del mondo su strada (prove in linea nel 1986, 1988, 1990, 1992, 1994) ottenendo come miglior risultato un sesto posto a Renaix nel 1988. Ha abbandonato l'attività nel 1997 dopo due stagioni alla Gan.
Dopo il ritiro ha lavorato come commentatore per France Télévision. Nel 2007 è stato presidente della Bretagne-Armor Lux, squadra francese con licenza UCI Continental.

## Palmarès
- 1985 (Peugeot-Shell-Michelin, due vittorie)

2ª tappa Circuit de la Sarthe
Étoile des Espoirs
- 1987 (Z-Peugeot, una vittoria)

Étoile de Bessèges
- 1988 (Z-Peugeot, due vittorie)

Grand Prix de la Ville de Rennes
Classifica generale Route du Sud
- 1990 (Z, una vittoria)

2ª tappa Giro del Mediterraneo
- 1992 (RMO, una vittoria)

Grand Prix de Ouest-France
- 1994 (Novemail-Histor-Laser Computer, una vittoria)

6ª tappa Critérium du Dauphiné Libéré

### Altri successi
- 1990 (Z)

Circuit de l'Aulne (Criterium)
- 1994 (Novemail-Histor-Laser Computer)

Coppa di Francia

## Piazzamenti

### Grandi Giri
- Giro d'Italia

1991: 32º
- Tour de France

1986: 6º
1988: 7º
1989: 58º
1990: 20º
1991: 41º
1992: 52º
1993: 47º
1994: 66º
- Vuelta a España

1985: 44º

### Classiche monumento
- Milano-Sanremo

1989: 4º
1993: 17º
1994: 18º
1995: 53º
1996: 91º
1997: 125º
- Liegi-Bastogne-Liegi

1987: 11º
1989: 67º
1990: 19º
1992: 40º
1993: 34º
1994: 13º
- Giro di Lombardia

1993: 30º

### Competizioni mondiali
- Campionati del mondo

Colorado Springs 1986 - In linea: ritirato
Villach 1988 - In linea: 6º
Stoccarda 1990 - In linea: 53º
Benidorm 1992 - In linea: 36º
Oslo 1994 - In linea: ritirato